# Robyn
Robin Miriam Carlsson (uměleckým jménem Robyn, * 12. června 1979) je švédská zpěvačka, která prožila vrchol kariéry v 90. letech. V roce 2007 se singlem „With Every Heartbeat“ vrátila na mezinárodní hudební scénu. Singl vystoupal na první místo britské singlové hitparády. Známými se staly i pozdní skladby „Call Your Girlfriend“ a „Dancing On My Own a cobrastyle“ z alba Body Talk.

## Diskografie
| Rok  | Album                                                                    | Umístění | Umístění | Umístění |
| Rok  | Album                                                                    | SWE      | USA      | UK       |
| ---- | ------------------------------------------------------------------------ | -------- | -------- | -------- |
| 1995 | Robyn is Here - 1. studiové album - Vydáno: 14. října 1995               | 8        | 57       | -        |
| 1999 | My Truth - 2. studiové album - Vydáno: 17. května 1999                   | 2        | -        | -        |
| 2002 | Don't Stop the Music - 3. studiové album - Vydáno: 30. října 2002        | 2        | -        | -        |
| 2005 | Robyn - 4. studiové album - Vydáno: 27. dubna 2005                       | 1        | -        | 13       |
| 2010 | Body Talk Pt.1 - 5. studiové album - Vydáno: 14. června 2010             | 1        | 97       | 47       |
| 2010 | Body Talk Pt.2 - 6. studiové album - Vydáno: 13. září 2010               | 1        | 41       | 38       |
| 2010 | Body Talk, Body Talk Pt.3 - 7. studiové album - Vydáno: 6. prosince 2010 | 8        | 142      | -        |